# تامس (اکلاهما)
تامس(به انگلیسی: Thomas) شهری در ایالت اکلاهما کشور ایالات متحده آمریکا است که جمعیت آن در سرشماری سال ۲۰۱۰ میلادی، ۱٬۱۸۱ نفر بوده‌است.